# Ganjam
Ganjam är en stad i Ganjamdistriktet i den indiska delstaten Odisha. Folkmängden uppgick till 11 747 invånare vid folkräkningen 2011. Ganjam var distriktets huvudort till 1855 när en fruktansvärd epidemi dödade 80% av invånarna, och förvaltningen flyttades till staden Gopalpur (i dag är dock Chhatrapur distriktets huvudort).